# ŠNK Dinamo Jamarice
ŠNK Dinamo je hrvatski nogometni klub iz Jamarica, pored Kutine.

## Povijest
Klub je osnovan 1979. godine pod imenom ONK Dinamo Jamarice. Ime je dobio prema poznatom zagrebačkom Dinamu.
Poslije rata, godine 1992. godine preimenovan je u ŠNK Dinamo Jamarice. Klub je krajem 80-tih i početkom 90-tih igrao i u višem rangu natjecanja. Tada je vjerojatno i imao najjaču momčad, sačinjenu u glavnom od domaćih igrača iz Jamarica i nekolicine kvalitetnih igrača iz drugih mjesta. Zadnji plasman u Moslavačkoj nogometnoj ligi bilo je 12. mjesto. 
Danas isto tako u Dinamu igraju uglavnom igrači iz Jamarica.

## Dres
Dinamo od 1979. godine nastupa u plavoj opremi, po uzoru na zagrebački Dinamo. Rezervna garnitura opreme mijenjala se kroz godine, iako se u zadnje vrijeme ustalila žuto-crna kombinacija.

## Igralište
Domaći teren se zove "Bokovi". Bokovi su igralište Dinama iz Jamarica. Nalazi se na izlazu iz mjesta Jamarice, u smjeru Banove Jaruge. Na njemu se igraju domaće utakmice Dinama iz Jamarica od 1979. godine. Oko samog terena nema tribina, već se utakmice prate stajanjem uz ogradu.